# ノリ・メ・タンゲレ (ティツィアーノ)

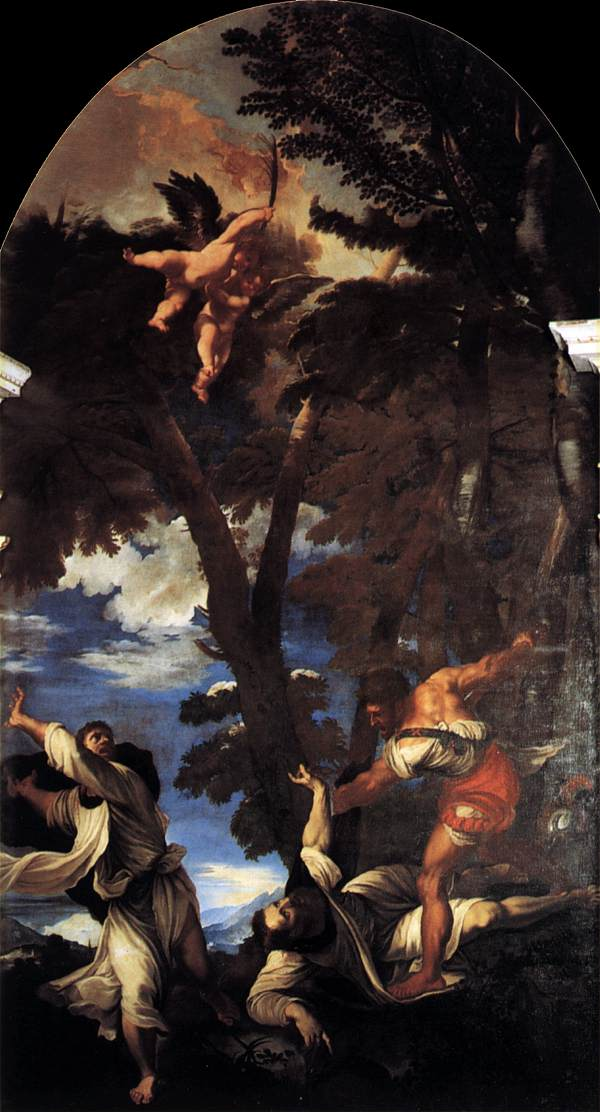
サンティ・ジョヴァンニ・エ・パオロ聖堂の祭壇画『殉教者聖ペテロの死』。1867年の火災で焼失し、現在はヨハン・カール・ロトの17世紀の複製が飾られている。

『ノリ・メ・タンゲレ』（伊: Noli me tangere, 「我に触れるな」の意）は、盛期ルネサンス期のヴェネツィア派の画家ティツィアーノ・ヴェチェッリオが1514年頃に制作した絵画である。油彩。『新約聖書』「ヨハネによる福音書」20章1行-18行で語られているイエス・キリストの復活とマグダラのマリアのエピソードを主題としている。ノリ・メ・タンゲレとは同箇所の17行に登場する言葉である。ティツィアーノの初期の作品で、制作経緯は分かっていない。オルレアン・コレクションを経由して、19世紀にイギリスの銀行家で詩人のサミュエル・ロジャースに所有されたことが知られている。現在はロンドンのナショナル・ギャラリーに所蔵されている。

## 主題
ゴルゴダの丘で磔刑に処されたイエスが埋葬された後の出来事である。マグダラのマリアがイエスの墓に行くと入口の岩が開いていて、安置されたはずの遺体がなかった。驚いたマリアは何者かがイエスの遺体を持ち去ったと考え、そのことを弟子たちに知らせた。弟子たちは墓に入って遺体がないことを確かめたが、マリアは墓の外で泣いて中には入らなかった。マリアが身を屈めて墓の中を見ると2人の御使いがいて、なぜ泣いているのか尋ねてきた。その問いに答えた後、マリアが後ろを振り返るとイエスが立っていた。最初、マリアはイエスだと気づかず庭師だと思っていたが、マリアは自分の名前を呼ばれると思わず「師よ！」と叫んだ。イエスは「私に触れてはいけない（ノリ・メ・タンゲレ）、私はまだ父の御許に行ってはいないのだから」と言った。そこで彼女は弟子たちのところに行き、自分がイエスに会ったこと、そしてイエスがこれから父なる神の御許に行くことを伝えた。

## 作品
ティツィアーノはゲッセマネの園でマグダラのマリアの前に現れたキリストを描いている。悲しみに暮れていたマグダラのマリアは驚いて身を屈めたまま、キリストを見上げながら手を差し伸べている。彼女の左手の中にはアトリビュートの香油壺がある。一方、復活したイエス・キリストはマグダラのマリアを拒みながらも見つめ返している。手には鍬を持ち、ねじれたポーズで立っている。キリストはほとんど裸体で描かれている。首周りで結ばれているのは埋葬用の白布（shroud）であり、下半身は下帯で覆われ、キリストが墓所から出てきたばかりであることを表している。画面左の背景では羊の群れが描かれ、画面右の背景では丘の上に多くの建築物が描かれている。
鮮やかな青色の空やマグダラのマリアの赤色の衣装などに色彩を重視するヴェネツィア派の特徴が現れている。背景は特にティツィアーノが学んだジョルジョーネの様式を反映している。1510年頃の『聖家族と羊飼い』（Sacra Famiglia con un pastore）で確認できる明るい色調と自然の風景の中に人物を配置する方法は、5年後の『ノリ・メ・タンゲレ』でさらに洗練され、丘、木、低木が物語の一部を演じる緻密な構成を実現している。画面中央で斜めに立つ樹木と丘陵の中腹の交差する線は、キリストとマグダラのマリアの斜めの視線を強調している。これはティツィアーノがヴェネツィアのサンティ・ジョヴァンニ・エ・パオロ聖堂のために制作し、現在は失われた1530年の祭壇画『殉教者聖ペテロの死』（Martirio di san Pietro da Verona）でさらに発展させたアプローチであり、人物像の行動に木々が動的に貢献している。また優雅にねじれたキリストのポーズはこの時期におけるティツィアーノの裸体表現の理解の高さを示し、部分的に裸体像の明瞭な表現と古代彫刻の研究を訓練の中心に置いたラファエロ・サンツィオとミケランジェロ・ブオナローティの作品の版画と素描の研究によるものと思われる。また表現力豊かな筆致と、ティツィアーノの後期の様式の特徴となったペイントの質感への関心も見出せる。
ティツィアーノの初期の絵画の特徴として、緑色の顔料の樹脂酸銅が酸化し、茶色がかった色調の背景となっている。画面右側の一連の建築物はほぼ同じ時期のボルゲーゼ美術館の『聖愛と俗愛』（Amor Sacro e Amor Profano）と、アルテ・マイスター絵画館の『眠れるヴィーナス』（Venere dormiente）で繰り返し描かれた建築物と同じものである。
X線撮影による調査は構図の根本的な変化を明らかにしている。もともとの構図では、画面左側の背景に建築物のある丘が描かれていた。ティツィアーノは準備素描を用いずにキャンバス上で直接変更した。

## 来歴
おそらくヴェローナの商人ジャコモ・ムセリ（Giacomo Muselli, 1569年-1641年）が収集した絵画コレクションに由来し（ムセリ・コレクション）、カルロ・リドルフィによってジャコモの息子クリストフォロ（Cristoforo Muselli）とジョヴァンニ・フランチェスコ（Giovani Francesco Muselli）が「ゲッセネマの園のマグダラのマリアとキリスト」を所有していたと言及された（1648年）。絵画コレクションはジャコモの孫たちによってルイ14世の財務管理者ジャン＝バティスト・コルベールの長男、セニュレ侯爵ジャン＝バティスト・コルベールに売却されたのち、オルレアン・コレクションに加わった。18世紀末にオルレアン・コレクションがイギリスで売却されると、サミュエル・ロジャースによって購入され、所有者の死後の1856年にナショナル・ギャラリーに遺贈された。ひどく摩耗した青空は1957年に修復された。

## ギャラリー
本作品と同じ建築モチーフが『眠れるヴィーナス』では画面右に、『聖愛と俗愛』では画面左に反転して使われている。

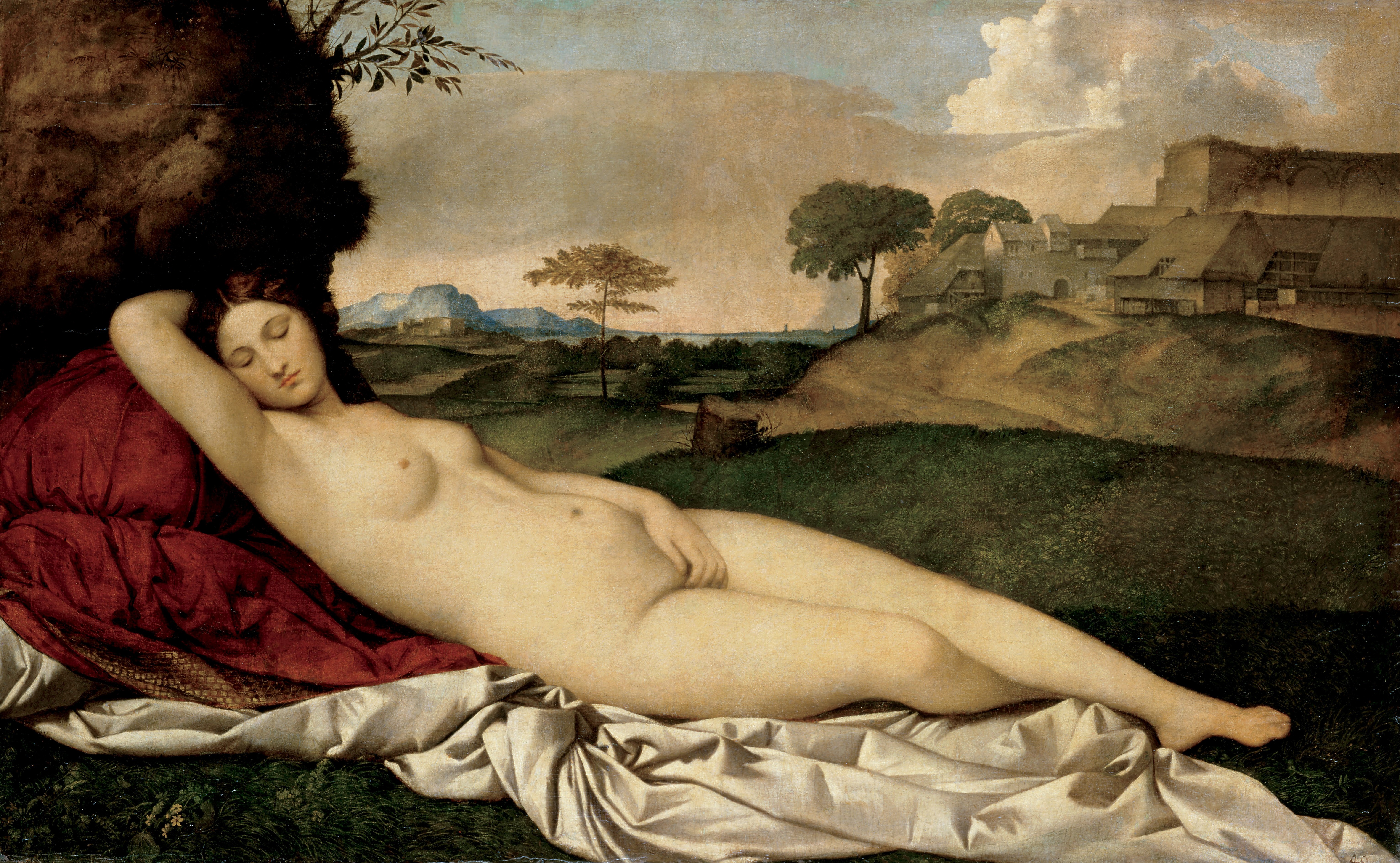
『眠れるヴィーナス』 アルテ・マイスター絵画館所蔵
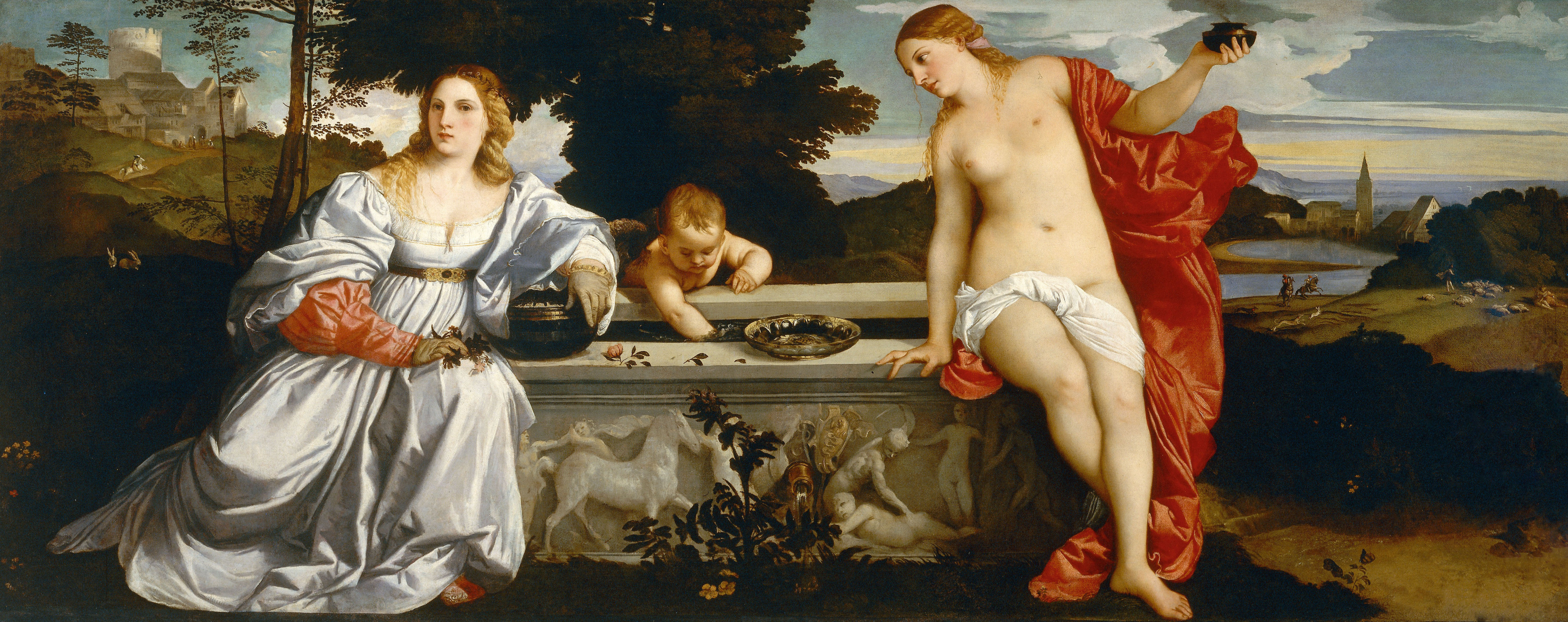
『聖愛と俗愛』ボルゲーゼ美術館所蔵